# Valeriana armena
Valeriana armena är en kaprifolväxtart som beskrevs av P. Smirn. Valeriana armena ingår i släktet vänderötter, och familjen kaprifolväxter. Inga underarter finns listade i Catalogue of Life.